# Cyrus Edwin Dallin

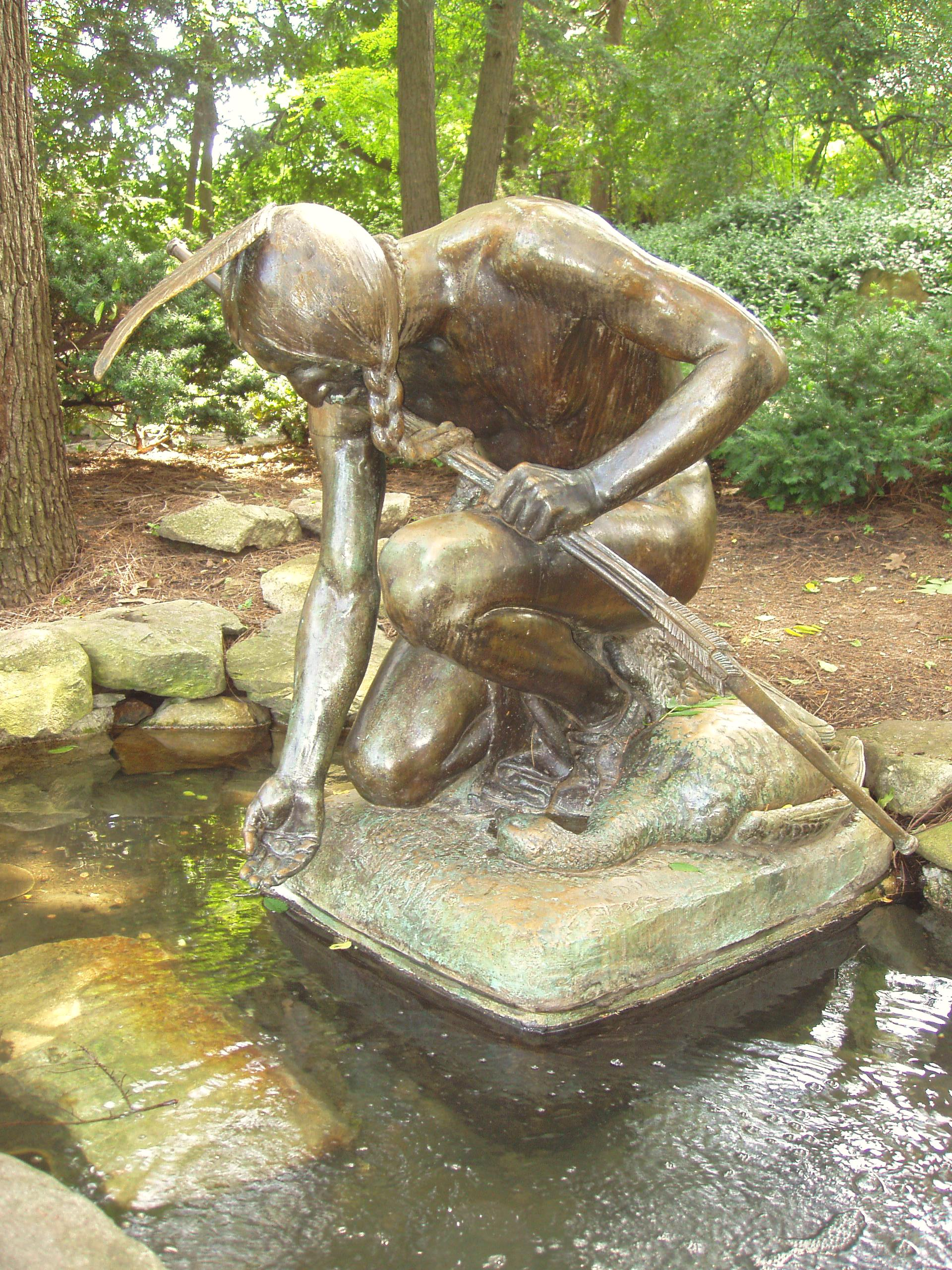
"Menotomy Indian Hunter" w Arlington Center, Hrabstwo Middlesex (Massachusetts) (1911).

Cyrus Edwin Dallin (ur. 22 listopada 1861 w Springville, Utah, zm. 14 listopada 1944 w Arlington, Massachusetts) – amerykański rzeźbiarz. Stworzył ponad 260 prac, w tym statuę Paula Revere'a w Bostonie, proroka Moroniego więczącą główną wieżę Świątyni Salt Lake w Salt Lake City, a także Appeal to the Great Spirit w Museum of Fine Arts w Bostonie, będąca prawdopodobnie najbardziej znaną rzeźbą artysty.
Cyrus Edwin Dallin był także łucznikiem, brązowym medalistą Letnich Igrzysk Olimpijskich w 1904 w Saint Louis.
Domy, w których mieszkał Dallin w Springville i Arlington, znajdują się w oficjalnym rejestrze zasobów kulturowych Stanów Zjednoczonych zasługujących na ochronę - National Register of Historic Places.

## Wybrane prace
- "A Signal of Peace" (1890), Lincoln Park, Chicago, Illinois.
- "Don Quixote de La Mancha: The Knight of the Windmill" (1898), Springville Museum of Art, Springville, Utah
- "The Medicine Man" (1899), Fairmount Park, Filadelfia, Pensylwania
- "Chief Joseph" (1911), New-York Historical Society, Nowy Jork
- "Menotomy Indian Hunter" (1911), Robbins Park, Arlington, Massachusetts
- "Robbins Memorial Flagstaff" (1914), Town Hall, Arlington, Massachusetts